# Sandvikholmen (Lemland, Åland)
Sandvikholmen är ett skär i Åland (Finland). Det ligger i Skärgårdshavet och i kommunen Lemland i landskapet Åland, i den sydvästra delen av landet. Ön ligger omkring 17 kilometer öster om Mariehamn och omkring 260 kilometer väster om Helsingfors. Sandvikholmen ligger 1 meter över havet.
Öns area är 4,6 hektar och dess största längd är 320 meter i nord-sydlig riktning. Närmaste större samhälle är Mariehamn, 17,0 km väster om Sandvikholmen.

## Klimat
Klimatet i området är tempererat. Årsmedeltemperaturen i trakten är 6 °C. Den varmaste månaden är augusti, då medeltemperaturen är 16 °C, och den kallaste är februari, med −2 °C.